# Shinji Ikari
Shinji Ikari (碇 シンジ, Ikari Shinji) é um personagem fictício da franquia Neon Genesis Evangelion, criada pela Gainax. Ele é o protagonista da franquia. Na série de anime homônima, Shinji é um garoto abandonado por seu pai distante, Gendo, após a misteriosa morte de sua mãe, Yui. Anos depois, Gendo pede que ele pilote um mecha chamado Evangelion Unidade 01 para proteger a cidade de Tokyo-3 dos Anjos, criaturas que ameaçam destruir a humanidade. Shinji aparece nos filmes da franquia e mídia relacionada, videogames, no mangá Petit Eva: Evangelion@School, nos filmes Rebuild of Evangelion e na adaptação do mangá por Yoshiyuki Sadamoto.

## Concepção

### Design
O designer de personagens de Neon Genesis Evangelion, Yoshiyuki Sadamoto, desenhou Shinji em um uniforme comum de escola de verão com uma camisa branca, tornando-o "um personagem comum". Ele queria um garoto "realista e comum", um personagem "que fosse difícil de ser criado por outros". Como Shinji não tem o entusiasmo e a coragem de outros heróis de animes de robôs, Sadamoto fez dele uma interpretação diferente do conceito de heroísmo: "Em vez de um reflexo de um herói, uma espécie de refração de um herói". No início, ele tentou criar um personagem "que atingisse a consciência dos fãs de anime de hoje".
Em uma das propostas originais de Sadamoto, Shinji tinha cabelos longos, que cobriam seu rosto ou balançavam ao vento durante as cenas dramáticas. No entanto, Sadamoto mudou de ideia, achando seu design original "selvagem demais". Ele tentou um visual em que se podia ver a testa através da franja, "o visual de uma jovem garota", dando-lhe olhos de menina. Ele modelou essa versão dele na Nadia titular de Fushigi no Umi no Nadia, e seu rosto foi projetado para ser quase idêntico ao de Nadia, mas com um penteado diferente. Além disso, o escritor Andrew C. McKevitt descreveu o design de Shinji, com seus cabelos castanhos e olhos azuis, como um exemplo de mukokuseki (無国籍), uma falta deliberada de características étnicas incluídas no design de personagens fictícios japoneses que "permitiu que as criações japonesas fossem simultaneamente ocidentais e transnacionais".

### Desenvolvimento
Tentei incluir tudo de mim em Neon Genesis Evangelion - eu mesmo, um homem quebrado que não conseguiu fazer nada por quatro anos. Um homem que fugiu por quatro anos, um homem que simplesmente não estava morto. Então, um pensamento. "Você não pode fugir", veio a mim, e eu reiniciei essa produção... Não sei qual será o resultado. Isso porque, dentro de mim, a história ainda não está terminada. Não sei o que acontecerá com Shinji, Misato ou Rei. Não sei para onde a vida os levará. Porque não sei para onde a vida está levando a equipe da produção.

– Hideaki Anno sobre Evangelion antes de sua exibição original em 17 de julho de 1995
O diretor de Neon Genesis Evangelion, Hideaki Anno, ficou deprimido por quatro anos antes do início da produção da série. Após o fracasso de Royal Space Force: The Wings of Honnêamise, a sequência de Aoki Uru, a Gainax começou a planejar uma nova série. De acordo com o cofundador da Gainax, Yasuhiro Takeda, as ideias de Aoki Uru foram emprestadas para o novo projeto, incluindo o conceito de "não fugir". Para Takeda, a passagem foi "algo mais do que apenas transpor o tema de um programa para outro... Anno herdou algo de Aoki Uru — a determinação de não fugir dos problemas — e o que vimos em Evangelion talvez tenha sido apenas um reflexo desses sentimentos".
De acordo com Hiroki Satō, chefe do escritório de relações públicas da Gainax, a equipe decidiu que a série se concentraria em "como Shinji lida com as coisas que acontecem dentro de si mesmo". Anno refletiu sua depressão na série, concebendo um mundo "encharcado em uma visão de pessimismo"; ele também iniciou a produção "com o desejo de que, uma vez concluída a produção, o mundo e os heróis mudariam". Originalmente, ele propôs uma personagem semelhante a Asuka Langley Soryu como protagonista, seguindo a tradição da Gainax de uma protagonista feminina, como em Gunbuster e Fushigi no Umi no Nadia. Sadamoto se opôs a uma nova protagonista feminina, dizendo que "um robô deve ser pilotado por uma pessoa treinada, e se essa pessoa for uma garota, tudo bem". No entanto, ele não entendia por que uma jovem "pilotaria um robô". Por fim, ele sugeriu um menino como personagem principal; seu relacionamento com Asuka, que se tornou outro personagem principal, foi modelado de acordo com o relacionamento de Nadia com Jean. Depois de aceitar as propostas de Sadamoto, Anno sugeriu um protagonista masculino depois que as obras de Ryū Murakami apresentaram duas companheiras pilotos. Ele também deu a Shinji dois amigos homens, Tōji Suzuhara e Kensuke Aida, cujos nomes foram emprestados do romance de Murakami, Ai to gensō no fascism. Anno deu o nome de Shinji em homenagem a dois de seus amigos, incluindo o animador de Neon Genesis Evangelion, Shinji Higuchi. Para seu sobrenome, ele escolheu a palavra japonesa Ikari ("âncora"), sendo que os nomes de outros personagens da série vêm de jargões náuticos ou de navios de guerra da Marinha Imperial Japonesa.
Shinji foi concebido inicialmente com características ligeiramente diferentes, que foram alteradas com o tempo. Originalmente, ele era mais maduro, robusto e menos introvertido do que na versão final; ele também foi retratado como um garoto estudioso, um "aluno quieto com nota A". Sua conduta escolar não seria vista de forma positiva, mas como um sinal de passividade. De acordo com Michael House, ex-membro da Gainax e tradutor, Anno tentou encontrar uma maneira de encerrar a série com um Shinji sorridente e com personagens mais positivos e comunicativos, mas percebeu que "os personagens que ele havia criado não eram capazes de qualquer mudança positiva" e de alcançar o resultado que ele havia imaginado inicialmente, ajustando seus planos originais.
Anno fixou o protagonista na "idade de catorze anos", pois considerava essa a idade em que "a independência da mente começa a se manifestar". O personagem de Shinji foi concebido para refletir a personalidade de Anno "tanto na parte consciente quanto na inconsciente". Ele foi, portanto, representado como "um tipo melancólico dependente da boca", preso "em [um] estágio oral", como Anno se considerava. Vendo Shinji como um reflexo de Anno, o diretor assistente Kazuya Tsurumaki evitou retratá-lo como um personagem corajoso, já que "Anno não é um herói tão grande assim". Ele afirmou que "Shinji foi convocado por seu pai para montar um robô, Anno foi convocado pela Gainax para dirigir uma animação". Como outros protagonistas masculinos da série da Gainax, Shinji foi concebido com uma personalidade fraca e insegura. A Gainax queria refletir o estado psicológico dos fãs de animação e da sociedade japonesa, na qual os pais estão sempre trabalhando e emocionalmente ausentes.

### Voz
Shinji é dublado por Megumi Ogata na versão original japonesa, bem como nos filmes, spin-offs, jogos eletrônicos, e na série de filmes Rebuild of Evangelion. O agente de Ogata inicialmente recusou sua participação em Evangelion, e ela concordou devido ao seu status de novata, mas Anno insistiu diretamente com ela. Ela também descreveu Shinji como um dos papéis "mais memoráveis" de sua carreira. Sua caracterização exigiu um esforço físico e psicológico considerável. Por exemplo, no décimo oitavo episódio, Shinji chora e suspira durante uma luta; Ogata sentiu como se "todo o seu corpo [estivesse] doendo". Ela declarou que "Toda vez que um novo roteiro chegava, toda vez que eu virava uma nova página, eu era dilacerada por uma nova dor". 8] Ao dublar o filme The End of Evangelion (1997), ela tentou alcançar "uma taxa de sincronização mais alta com o diretor geral do que a série de TV".
A dublagem de Rebuild of Evangelion também apresentou obstáculos. No último dia de gravação do filme Evangelion: 2.0 You Can (Not) Advance (2009), Ogata foi forçada a gritar; ela desmaiou no chão do estúdio, e Anno sentou-se no chão com ela. Ele elogiou seu trabalho e apertou sua mão, agradecendo-a por "manter os sentimentos do personagem inalterados" e por acrescentar seus treze anos de experiência "ao Shinji atual".
No filme seguinte, Evangelion: 3.0 You Can (Not) Redo (2012), no qual Shinji é tratado com frieza pelo resto do elenco, Ogata afirmou que se sentiu como ele e experimentou dor emocional. Ela viu pela primeira vez a cena em que Kaworu Nagisa revela a Shinji as condições do planeta Terra em sua casa, quando ainda não havia sido animada. As gravações ocorreram em março de 2012, e ela associou a paisagem destruída do filme com imagens do sismo e tsunâmi de Tōhoku em 2011, imaginando que a catástrofe era culpa dela. Durante a pré-partitura, os desenhos da cena da morte de Kaworu não estavam claros no animatic, e a equipe animou os quadros-chave durante os retoques da gravação. Ogata ficou chocada quando interpretou a cena e declarou que sua interpretação poderia refletir seu estado emocional, resultando "meio traumática".
Para a parte final, Evangelion: 3.0+1.0 Thrice Upon a Time (2021), Ogata se envolveu mais fortemente no desenvolvimento do enredo. Anno sentiu que não conseguia mais entender Shinji, já que seu eu atual estava mais próximo de Gendo, então ele precisava da opinião de Ogata. Ele também achava que as únicas pessoas que conseguiam entender os sentimentos de Shinji eram a própria Ogata e seu assistente, Ikki Todoroki. Ogata também contou que Anno perguntou a ela que tipo de final ela preferiria "como Shinji". Seu eu adulto no filme é dublado por Ryūnosuke Kamiki, enquanto Fábio Lucindo o dublou na dublagem em português da Netflix, respectivamente.

## Personalidade
Shinji é um garoto dependente e introvertido, com poucos amigos, relutante e incapaz de se comunicar com outras pessoas. Ele tende a ser apologético e passivo em seus relacionamentos, e tem medo do contato com estranhos. Ele também evita escolher suas roupas, usando roupas fornecidas por outras pessoas. Ao contrário de um herói estereotipado, especialmente do gênero mecha, Shinji é mais apático e relutante do que corajoso. De acordo com sua dubladora, Megumi Ogata, "ele não agia como um personagem de anime, mas normalmente falava muito baixo e com moderação, e era como se ele tivesse sido repentinamente empurrado para um mundo de anime". [10] O designer de personagens Sadamoto o concebeu como "o tipo de personagem que se encerraria em uma concha criada por ele mesmo". O diretor Hideaki Anno também o descreveu como um "jovem covarde" que se convenceu de que "é uma pessoa completamente desnecessária" depois que seu pai Gendo o abandonou.
De acordo com o escritor Gerald Alva Miller, Shinji anseia por aceitação e se preocupa com a forma como os outros o percebem, mas "ele também permanece incapaz de aceitar o amor dos outros". Seu trauma de infância o leva a duvidar do valor de sua existência, a ficar desanimado e a buscar uma razão de ser; ele também se pergunta insistentemente por que pilota o Eva-01 na última parte da série. Em um fluxo de consciência dos dois últimos episódios, que se concentram em seu caminho e psique, ele admite ter medo de si mesmo e de seu pai. No entanto, apesar da tensão entre ele e seu pai, Shinji anseia por confiar nele. Ele também pilota o Eva-01 para obter a aprovação dos outros, especialmente de Gendo, e não por heroísmo ou idealismo. Apesar disso, o diretor assistente Kazuya Tsurumaki observou que Shinji age em oposição à impressão convencional que se tem dele. Anno o descreveu como um garoto "introvertido e justo" que tende a categorizar as coisas, o tipo de personagem que tende a esconder algo, "como uma forma de escapar desse fechamento". Além disso, de acordo com Sadamoto, ele não é tão sombrio quanto percebido pelos fãs; com exceção de The End of Evangelion, no qual ele é retratado como "bastante sombrio e introspectivo", ele afirmou que nunca teve a impressão de um personagem sombrio na série original. De acordo com Ogata, no final do filme, Shinji cresce, encerrando naturalmente seu caminho da infância para a vida adulta.
O escritor Paul M. Malone o comparou ao jurista e escritor alemão Daniel Paul Schreber, observando "um grau surpreendente de intertextualidade" com suas Memórias de um doente dos nervos, embora não considerasse que Evangelion fosse baseado diretamente em suas Memórias. Malone, seguindo o crítico e escritor japonês Kotani Mari, descreveu Shinji como um personagem efeminado e andrógino. De acordo com Mari, Shinji se torna efeminado no decorrer da história, e ela o descreveu como um "salvador feminino". Outros críticos o descreveram como uma figura messiânica e o compararam a Jesus Cristo, que em japonês é conhecido pelo epíteto de shinjin (神人), "Deus-homem". Ele também foi comparado a Édipo. O escritor e crítico de animação Patrick Drazen também comparou o dilema enfrentado por Shinji no vigésimo quarto episódio contra o Angel Tabris com Hamlet, o protagonista da tragédia homônima de Shakespeare.
Para o sociólogo japonês Tsutomu Hashimoto, Shinji poderia ser visto como um herdeiro da sociedade japonesa dos anos 70 e 80, engajado na busca pela liberdade das restrições sociais e das figuras de pais de família autoritários; o sociólogo citou o músico Yutaka Ozaki como um símbolo dessa busca pela liberdade, já que ele tentou escapar das imposições do sistema escolar e acabou "retornando" à figura da mãe. Hashimoto comparou a escolha final de Shinji, na qual ele rejeita o Projeto de Instrumentalidade desejado pelo pai autoritário Gendo, ao conceito de liberalismo, que prescreve o respeito a qualquer identidade individual. Outros críticos associaram o personagem à juventude e ao clima do Japão da década de 1990, abalados pelo ataque com gás sarin no metrô de Tóquio, operado pela seita japonesa Aum Shinrikyō, pelo sismo de Kobe e pelo estouro da bolha financeira e imobiliária do Japão.
Após sua chegada a Tokyo-3, Shinji repete "eu não devo fugir" em uma tentativa de enfrentar suas responsabilidades, e a frase se torna um mantra típico do personagem. No vigésimo episódio, ele se lembra de ter escapado do local experimental onde sua mãe morreu, um evento que gerou nele a ideia de "não fugir", que um panfleto oficial descreve como "compulsivo". Em uma entrevista, Anno disse que, ao contrário da interpretação dos fãs, o tema da série não é sobre "não ter que fugir", mas "Não há problema em fugir"; O complexo de Édipo de Shinji é resolvido no episódio final, que termina com as legendas "Para meu pai, obrigado" e "Para minha mãe, adeus", indicando sua entrada na vida adulta. segundo ele, "não há problema algum" em fugir às vezes e que "Há coisas que você ganha e coisas que você perde ao fugir, afinal de contas. No entanto, se você não escolher algo, há momentos em que você não recebe nada. Isso é o mesmo que morrer". Hiroki Azuma, filósofo e crítico cultural japonês, falando sobre seu lema "não devo fugir", descreveu Evangelion como uma história que retrata "ansiedade sem causa", relacionando esse sentimento às repercussões após o ataque da Aum Shinrikyō. Azuma também descreveu Shinji e outros personagens da série como "personagens estereotipados", por meio dos quais Anno conseguiu descrever os anos 90. O psiquiatra Kōji Mizobe o indicou como um garoto dependente, incapaz de se comunicar, mas também argumentou que a característica fundamental de Shinji é a sociabilidade, descrevendo-o como uma "pessoa simpática" que aceita e imita os outros. Mizobe interpretou uma cena do nono episódio, em que ele se sincroniza com os movimentos de Asuka durante um trem, como prova dessa habilidade. Ele também interpretou Evangelion como uma história em que os personagens principais tentam construir sua identidade estável, dizendo que os problemas de comunicação de Shinji e Asuka são a razão pela qual, mesmo anos após a primeira exibição, os espectadores japoneses mais jovens se identificam com os personagens.
Os críticos interpretaram Shinji como um alter ego do diretor da série, Hideaki Anno, e como um otaku. Ramsey Isler, da IGN, interpretou seus sentimentos como um reflexo do humor de Anno; segundo ele, Anno "passou por um sério período de depressão enquanto fazia a série e, como um verdadeiro artista, despejou toda essa emoção e desespero em seu trabalho". Isler também interpretou sua caracterização e suas batalhas contra os Anjos como uma metáfora das tentativas de Anno "de derrotar seus próprios demônios pessoais". O diretor assistente Tsurumaki deu uma interpretação semelhante, trabalhando na série com a ideia de que as emoções de Shinji são um reflexo dos sentimentos de Anno: "É por isso que, nas sessões de planejamento de cenários, eu sempre dizia algo como: "Isso não é um pouco heroico demais para o Shinji dizer? Hideaki Anno não é um herói assim tão grande". Tsurumaki também achava que Shinji só poderia ser compreendido pelos "fãs japoneses desta geração".

Os críticos analisaram a relação conflituosa entre ele e seu pai, comparando-o com os protagonistas das obras do diretor Yoshiyuki Tomino, especialmente com Amuro Ray, o personagem principal de Mobile Suit Gundam. O artista Takashi Murakami interpretou o drama interior de Shinji como "o ponto final da linhagem pós-guerra dos favoritos dos otakus", como Godzilla, a série da franquia Ultra, Space Battleship Yamato ou Gundam, em que as figuras heroicas questionam e agonizam cada vez mais sobre suas missões para defender a Terra e a humanidade. De acordo com Toshio Okada, ex-presidente da Gainax e conhecido de Hideaki Anno, Evangelion e Gundam são completamente diferentes; para Okada, um dos pontos fortes da história de Gundam é "o desejo do personagem principal de ser reconhecido pelos outros", já que no anime mecha os personagens geralmente tentam mudar o mundo, enquanto Evangelion "complicou tudo, levantando questões", já que ninguém pode salvar o mundo. De acordo com o pesquisador italiano Fabio Bartoli, Shinji é um "representante perfeito" da geração otaku. Ele o descreveu como "um jovem com dificuldades de relacionamento, acostumado a passar muito tempo em casa". Bartoli escreveu que a última cena do anime, na qual a prisão de vidro do garoto se estilhaça ao final de sua sessão psicanalítica, pode fazer alusão ao shinjinrui (新人類, lit. "nova raça humana"), a geração japonesa nascida na década de 1970, que também é conhecida como crystal-zoku (クリスタル族, lit. "tribo de cristal"). A escritora Andrea Fontana concordou, vendo-o como uma representação dos otakus e sua incapacidade de se relacionar com os outros. Fontana também viu no personagem de Shinji "uma exortação" de Anno aos otakus, à sociedade japonesa e aos jovens "para quebrar a gaiola de cristal na qual eles se trancaram, olhando com confiança para o próximo".